# Traulacris erecta
Traulacris erecta är en insektsart som beskrevs av Willemse, C. 1933. Traulacris erecta ingår i släktet Traulacris och familjen gräshoppor. Inga underarter finns listade i Catalogue of Life.